# Farida Momand
Farida Momand (nascida em 1965) é uma médica e política do Afeganistão que serve como Ministro da Educação Superior.

## Início de vida e educação
Momand nasceu em 1965 no distrito Momand Dara da Província de Nangarhar. Ela é de origem Pachtun. Ela estudou na Escola Rabia Balkhi e recebeu um bacharel em Medicina pela Universidade de Cabul.

## Carreira
Momand é uma médica e tem trabalhado em vários hospitais do governo. Ela foi professora de medicina da Universidade de Cabul. O seu marido era um porta-voz da Aliança do Norte, que procurou manter os talibãs fora do poder. Quando os talibãs assumiram o poder em Cabul em 1996, a família recebeu ameaças de morte e fugiram para o Paquistão. Eles voltaram em novembro de 2001, quando Cabul foi libertado. Momand voltou para a escola de medicina e foi nomeada reitor. Ela também foi eleita para representar os estudantes universitários do sexo feminino e funcionários.
Momand foi uma das mais de 400 candidataos para a Província de Cabul nas eleições legislativas de 2005. Ela também era uma candidata para as eleições provinciais de 2009 e para as eleições parlamentares de 2010.
Momand foi nomeada como Ministra da Educação Superior no gabinete do Presidente Ashraf Ghani, em abril de 2015. Como ministra, ela apelou para a transparência nos exames das universidades, defendeu as mulheres relativamente a bolsas, e apoiou o lançamento dos primeiros programas em estudos de género e estudos sobre as mulheres na Universidade de Cabul.
Em 2016, o Wolesi Jirga começou a lançar processos de impeachment para os ministros que não haviam gasto mais de 70% dos seus orçamentos de desenvolvimento para o ano. Momand foi um dos sete ministros demitidos ao longo de quatro dias. Ela foi convocada para relatar a sua despesa de desenvolvimento no orçamento para o ano e quando ela não aparecer no dia, foi demitida na sua ausência. O presidente Ghani chamou as demissões de "injustificáveis" e pediu que o Supremo Tribunal federal interviesse, enquanto o CEO Abdullah Abdullah exortou os ministros para continuarem a trabalhar até que o artigo constitucional fosse interpretado.

## Vida pessoal
Momand é casada com Habib Raio e eles têm cinco filhos.